# Torvald Sund
Torvald Sund född 3 juli 1952 i Stjørna, Rissa, är en norsk författare, dramatiker och barnboksförfattare, bosatt i Levanger.